# Maciej Rayzacher
Maciej Stanisław Rayzacher (ur. 10 stycznia 1940 w Warszawie) – polski aktor teatralny i filmowy, lektor, scenarzysta, działacz opozycji demokratycznej w okresie PRL.

## Życiorys
W 1962 został absolwentem Wydziału Aktorskiego PWSTiF w Łodzi. W 1959 zadebiutował rolą filmową w Lunatykach jako Dziunio, rok później po raz pierwszy zagrał w teatrze. Był aktorem Teatru Ziemi Mazowieckiej (1962–1965), następnie pracował w Warszawie jako aktor Teatru Klasycznego (do 1971), Studenckiego Teatru Satyryków (do 1973) i Teatru Powszechnego (do 1980).
Od 1976 zaangażowany we współpracę z Komitetem Obrony Robotników i następnie Komitetem Samoobrony Społecznej „KOR”. Współtworzył wydawnictwo drugoobiegowe „Wolna Taśma”. Działał w Komitecie Samoobrony Chłopskiej Ziemi Grójeckiej. W konsekwencji w 1980 został objęty licznymi ograniczeniami zawodowymi, występował do 1989 głównie w kościołach. Po wprowadzeniu stanu wojennego internowany na okres od 13 grudnia 1981 do 20 marca 1982. Po zwolnieniu organizował pomoc dla represjonowanych i ich rodzin, brał udział w mszach za ojczyznę. Pod koniec lat 80. zatrudniony w Polskim Związku Niewidomych jako instruktor, następnie jako instruktor w Stowarzyszeniu „Wspólnota Polska”.
W latach 1990–1998 był radnym dzielnicowym w Ochocie. Pełnił różne funkcje w lokalnym samorządzie (m.in. przez rok wiceburmistrza i dyrektora departamentu), a także doradcy wojewody. Od 1998 do 2002 był radnym Warszawy z ramienia AWS-SKL. W 2006 przeszedł na emeryturę. Członek m.in. Stowarzyszenia Wolnego Słowa.
Był członkiem komitetu poparcia Bronisława Komorowskiego przed wyborami prezydenckimi w 2010 i w 2015.

## Odznaczenia
W 2006 odznaczony przez prezydenta RP Krzyżem Oficerskim Orderu Odrodzenia Polski z okazji 30. rocznicy powstania Komitetu Obrony Robotników. W 2002 otrzymał Srebrny Krzyż Zasługi, a w 2019 Krzyż Wolności i Solidarności. W 2007 wyróżniony Srebrnym Medalem „Zasłużony Kulturze Gloria Artis”. W 2023 odznaczony Medalem Stulecia Odzyskanej Niepodległości.

## Filmografia
- 1960: Lunatycy – Dziunio
- 1962: Mężczyźni na wyspie – Gabryś
- 1966: Kontrybucja – Ramol
- 1967: Cyrograf dojrzałości – kolega Wiktora
- 1969: W każdą pogodę – kolega Stefana
- 1969: Czerwone i złote – Jacek
- 1970: Album polski – Jerzy, ojciec Anny
- 1970: Kolumbowie – Luboń (gościnnie)
- 1970: Doktor Ewa – Jacek, brat Hanki (gościnnie)
- 1971: Kardiogram – kierowca sanitarki
- 1972: Poślizg – pielęgniarz w izbie wytrzeźwień
- 1972: Zaraza – doktor Olczak
- 1973: Nagrody i odznaczenia – porucznik Marcin Bednarczuk
- 1973: Czarne chmury – kapitan Knothe
- 1974: Uszczelka – Tadeusz Borelak
- 1974: Łukasz – wychowawca klasy Łukasza
- 1975: W te dni przedwiosenne – podporucznik Maciej Lipski
- 1975: Trzecia granica – Frano Bardej, mąż Bożki (gościnnie)
- 1975: Wyjazd służbowy – Karol Nowak, przyjaciel Lipińskich
- 1976: Człowiek z marmuru – przewodniczący zebrania ZMP
- 1981: Miś – widz w teatrze pokazujący synowi baleron
- 1984: Dzień czwarty – powstaniec
- 1986: Dwie wigilie  – ginekolog
- 1987: Rzeka kłamstwa – Dederko
- 1989: Odbicia – lekarz
- 1991: Maria Curie – Lavin, autor paszkwilu o Marii Curie
- 2009: Historia Kowalskich – Mordechaj Pineches
- 2009: Popiełuszko. Wolność jest w nas – aktor
- 2017: Wyklęty – Jan Józefczyk